# Charlotte Court House
Charlotte Court House är administrativ huvudort i Charlotte County i Virginia. Vid 2010 års folkräkning hade Charlotte Court House 543 invånare. Domstolsbyggnaden i Charlotte County byggdes 1821–1823.